# Daniyar Sakhi
Daniyar Sakhi (Kazajistán, 8 de enero de 1991) es un árbitro de fútbol profesional internacional kazajo.

## Partidos internacionales
A continuación se listan los partidos internacionales donde ha actuado como árbitro principal.

### Eurocopa Sub-21
| Eurocopa Sub-21          | Eurocopa Sub-21           | Eurocopa Sub-21 | Eurocopa Sub-21          | Eurocopa Sub-21 | Eurocopa Sub-21                          | Eurocopa Sub-21 | Eurocopa Sub-21 |
| Fecha                    | Partido                   | Sede            | Fase                     | Amonestado      | Otorgado · Otorgado otra vez · Expulsado | Expulsado       | Anotado · Penal |
| ------------------------ | ------------------------- | --------------- | ------------------------ | --------------- | ---------------------------------------- | --------------- | --------------- |
| 10 de septiembre de 2018 | Moldavia 1 – 0 San Marino | Orhei           | Grupos (Clasificatorias) | 4               | 0                                        | 0               | 0               |
| 9 de noviembre de 2017   | Azerbaiyán 0 – 7 Alemania | Bakú            | Grupos (Clasificatorias) | 3               | 0                                        | 0               | 0               |

### Eurocopa Sub-19
| Eurocopa Sub-19     | Eurocopa Sub-19            | Eurocopa Sub-19 | Eurocopa Sub-19 | Eurocopa Sub-19 | Eurocopa Sub-19                          | Eurocopa Sub-19 | Eurocopa Sub-19 |
| Fecha               | Partido                    | Sede            | Fase            | Amonestado      | Otorgado · Otorgado otra vez · Expulsado | Expulsado       | Anotado · Penal |
| ------------------- | -------------------------- | --------------- | --------------- | --------------- | ---------------------------------------- | --------------- | --------------- |
| 28 de marzo de 2017 | Finlandia 2 – 1 Ucrania    | Harkema         | Ronda Élite     | 2               | 0                                        | 0               | 0               |
| 25 de marzo de 2017 | Países Bajos 2 – 0 Ucrania | Harkema         | Ronda Élite     | 1               | 0                                        | 0               | 1               |

### Eurocopa Sub-17
| Eurocopa Sub-17          | Eurocopa Sub-17           | Eurocopa Sub-17 | Eurocopa Sub-17          | Eurocopa Sub-17 | Eurocopa Sub-17                          | Eurocopa Sub-17 | Eurocopa Sub-17 |
| Fecha                    | Partido                   | Sede            | Fase                     | Amonestado      | Otorgado · Otorgado otra vez · Expulsado | Expulsado       | Anotado · Penal |
| ------------------------ | ------------------------- | --------------- | ------------------------ | --------------- | ---------------------------------------- | --------------- | --------------- |
| 3 de octubre de 2018     | Hungría 3 – 0 Lituania    | Telki           | Grupos (Clasificatorias) | 1               | 0                                        | 0               | 2               |
| 30 de septiembre de 2018 | Serbia 2 – 1 Lituania     | Budapest        | Grupos (Clasificatorias) | 2               | 0                                        | 0               | 0               |
| 13 de octubre de 2017    | Gales 2 – 0 Kosovo        | Csákvár         | Grupos (Clasificatorias) | 3               | 0                                        | 0               | 0               |
| 10 de octubre de 2017    | Países Bajos 3 – 1 Kosovo | Budapest        | Grupos (Clasificatorias) | 2               | 0                                        | 0               | 0               |

### Liga Europa de la UEFA
| Liga Europa de la UEFA | Liga Europa de la UEFA    | Liga Europa de la UEFA | Liga Europa de la UEFA       | Liga Europa de la UEFA | Liga Europa de la UEFA                   | Liga Europa de la UEFA | Liga Europa de la UEFA |
| Fecha                  | Partido                   | Sede                   | Fase                         | Amonestado             | Otorgado · Otorgado otra vez · Expulsado | Expulsado              | Anotado · Penal        |
| ---------------------- | ------------------------- | ---------------------- | ---------------------------- | ---------------------- | ---------------------------------------- | ---------------------- | ---------------------- |
| 12 de julio de 2018    | Trans 0 – 2 Željezničar   | Tallin                 | Primera ronda clasificatoria | 1                      | 0                                        | 0                      | 0                      |
| 29 de junio de 2017    | Zira FK 2 – 0 Differdange | Bakú                   | Primera ronda clasificatoria | 2                      | 0                                        | 0                      | 0                      |

### Liga Juvenil de la UEFA
| Liga Juvenil de la UEFA | Liga Juvenil de la UEFA                  | Liga Juvenil de la UEFA | Liga Juvenil de la UEFA      | Liga Juvenil de la UEFA | Liga Juvenil de la UEFA                  | Liga Juvenil de la UEFA | Liga Juvenil de la UEFA |
| Fecha                   | Partido                                  | Sede                    | Fase                         | Amonestado              | Otorgado · Otorgado otra vez · Expulsado | Expulsado               | Anotado · Penal         |
| ----------------------- | ---------------------------------------- | ----------------------- | ---------------------------- | ----------------------- | ---------------------------------------- | ----------------------- | ----------------------- |
| 6 de diciembre de 2017  | Shajtar Donetsk 2 – 1 Manchester City FC | Vysokiy                 | Ruta de la Liga de Campeones | 2                       | 0                                        | 0                       | 0                       |